# Ільїн Ілля Львович
Ілля Львович Ільїн (нар. 7 червня 1898, місто Полоцьк Вітебської губернії, тепер Вітебської області, Республіка Білорусь — розстріляний 27 листопада 1937, місто Москва) — український радянський партійний діяч. Кандидат в члени ЦК КП(б)У в червні 1930 — лютому 1933 р. Член ЦК КП(б)У в лютому 1933 — лютому 1937 р. Член Організаційного бюро ЦК КП(б)У в січні 1934 — лютому 1937 р.

## Біографія
Народився в родині єврейського службовця-конторника. У червні 1912 — квітні 1917 р. — репетитор у місті Борисоглєбську Тамбовської губернії. У 1916 році закінчив гімназію у місті Борисоглєбську. У травні — серпні 1917 р. — конторник майстерень 12-ї російської армії в місті Полоцьку. У вересні — листопаді 1917 р. — студент Харківського медичного інституту.
У грудні 1917 — травні 1918 р. — червоногвардієць надзвичайного штабу Донецько-Криворізької республіки в Харкові, Луганську, Воронежі. У червні — липні 1918 р. — завідувач сектору інформації відділу управління Борисоглєбського повітового виконкому.
Член РКП(б) з липня 1918 року.
У серпні — грудні 1918 р. — робітник військово-політичної розвідки, агітатор, керівник підпільного більшовицького комітету в містах Харкові та Чугуєві.
У січні — квітні 1919 р. — голова Чугуївського повітового комітету КП(б)У Харківської губернії. У травні — червні 1919 р. — заступник начальника політичного відділу 7-го укріпленого району РСЧА в містах Харкові та Чугуєві. У липні — грудні 1919 р. — чорнороб заводу братів Китаєвих, на підпільній більшовицькій роботі в місті Харкові.
У січні — лютому 1920 р. — помічник військового комісара у Харкові. У березні — липні 1920 р. — відповідальний секретар відділу Одеського губернського управління.
У серпні 1920 — грудні 1922 р. — завідувач загального відділу, помічник секретаря Харківського губернського комітету КП(б)У. У січні 1923 — січні 1924 р. — секретар партійного колективу Харківського комуністичного університету імені Артема.
У лютому 1924 — серпні 1930 р. — інструктор Харківського губернського комітету КП(б)У, заступник завідувача організаційного відділу, завідувач організаційно-інструкторського відділу Харківського окружного комітету КП(б)У.
У вересні 1930 — лютому 1931 р. — слухач відділення історії Інституту червоної професури у Москві. У березні 1931 — грудні 1932 р. — завідувач організаційно-інструкторського відділу Московського міського комітету ВКП(б).
4 лютого 1933 — травні 1934 р. — 2-й секретар Харківського обласного комітету КП(б)У.
У травні 1934 — січні 1937 р. — 2-й секретар Київського обласного комітету КП(б)У.
У лютому — липні 1937 р. — 1-й секретар Астраханського міського комітету ВКП(б). У липні 1937 р. — 1-й секретар Організаційного бюро Сталінградського обкому ВКП(б) по Астраханському округу.
20 липня 1937 року заарештований. 27 листопада 1937 року розстріляний у Москві, похований на Донському кладовищі.